# Percy Jackson và các vị thần trên đỉnh Olympus
Percy Jackson và các vị thần trên đỉnh Olympus (tựa gốc tiếng Anh: Percy Jackson & the Olympians; đôi khi gọi là Percy Jackson), là một bộ tiểu thuyết phiêu lưu kỳ ảo được viết bởi Rick Riordan. Bộ truyện đã bán được hơn 45 triệu bản khắp 35 quốc gia.
Vào ngày 28 tháng 10 năm 2011, bộ truyện đã có mặt trên danh sách The New York Times Best Seller hạng mục sách thiếu nhi suốt 223 tuần. Tập đầu tiên đã được chuyển thể thành bộ phim Percy Jackson & the Olympians: The Lightning Thief vào năm 2010. Tập thứ hai cũng đã được chuyển thể thành bộ phim Percy Jackson: Sea of Monsters, được công chiếu vào năm 2013.

## Nguồn gốc

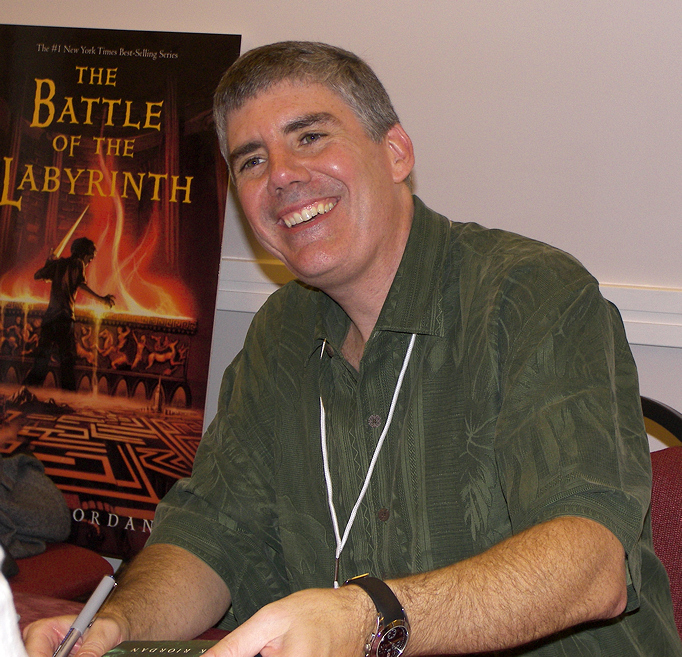
Riordan tại Texas Book Festival vào tháng 11 năm 2007 (sau khi xuất bản tập 4)